# Rb music
RB Music es una compañía discográfica fundada por Ricardo Bobadilla.  La empresa fue fundada en 2008, la cual cuenta con una sede en los suburbios de Downey, California en la ciudad de Los Ángeles, este sello discográfico se encarga de producir música del estilo mexicano.

## Historia
La compañía fue formada por Ricardo Bobadilla quien vio que la compañía podría tener mucho éxito.